# Владимир Булатовић Виб
Владимир Булатовић Виб (Сопотско, 8. март 1931 — Београд, 1. септембар 1994) је био српски књижевник, сатиричар и афористичар, новинар и уредник.

## Живот
Рођен 8. марта 1931. у Сопотском, у Краљевини Југославији, у данашњој Македонији, пошто је његова мајка тамо била учитељица. Студирао је Новинарско-дипломатску школу и Филозофски факултет у Београду. Умро је 1. септембра 1994. године у Београду.

## Дело
Био је један од дугогодишњих уредника Политике и главни и одговорни уредник Политикиног Забавника. Један је од највећих сатиричара у историји српске књижевности. Према анкети часописа Носорог Виб је проглашен за најбољег сатиричара свих времена. Девети међународни Сатира фест 2011. посвећен је осамдесетој годишњици рођења Владе Булатовића Виба и одвијао се под слоганом: Ви(б) и Ми.
Његова дела су:
- Будилник (сатира, 1963)
- Мењачница идеала (сатира, 1965)
- Велико спремање (1971)
- Корак назад (афоризми, 1976)
- Избор-Шта је писац хтео да каже? Окретне и друге игре (постхумно 1994)

По њему је названа Вибова награда.

## Десет одабраних афоризама
1. Кад је сатира на пола копља, то је знак да је слобода умрла.
2. Тешко је бити светиљка у народу у којем се деца на сијалицама уче гађању.
3. Демократија је кад ниси затворен зато што си био отворен.
4. Политика је квасац, а народ брашно. Кад хлеб успе, сви хвале квасац. Кад хлеб не успе, не ваља брашно.
5. Природно је што конзерва мисли да је једини излаз у кључу.
6. Неспособни поседују способност да онеспособе способне.
7. Тужно је кад мало чело смишља велико начело.
8. У шуми, вила, у вили мерцедес, у мерцедесу човек, у човеку срце, у срцу љубав за радничку класу.
9. Лако је бити лав када направиш пустињу око себе.
10. Свет се дели на људе који мисле и на људе који имају мишљење.[3]